# アンリ・カルティエ＝ブレッソン
アンリ・カルティエ＝ブレッソン（フランス語: Henri Cartier-Bresson、1908年8月22日 - 2004年8月3日）は、フランスの写真家。20世紀を代表する写真家であると多くの写真家・芸術家から評されている。1947年にはロバート・キャパ、デヴィッド・シーモア、ジョージ・ロジャーと共に国際写真家集団「マグナム・フォト」を結成した。
小型レンジファインダーカメラ（ライカに50mmの標準レンズ、時には望遠レンズを装着した）を駆使し、主にスナップ写真を撮った。芸術家や友人たちを撮ったポートレイトもある。

## 経歴
アンリ・カルティエ＝ブレッソンは1908年、フランスのセーヌ＝エ＝マルヌ県シャントルーの中流家庭に生まれた。両親は織物製造業を営んでいた。彼の写真術への関心は非常に若い頃から始まった。少年の頃カルティエ＝ブレッソンはボックス・ブラウニーを所有し、休日にそれでスナップ写真を撮影した。1923年（15歳）頃にシュルレアリスムの影響を受け、1927 - 28年にはキュビズムの彫刻家アンドレ・ロートに師事した。当時は芸術的野心に燃える画家志望の一青年に過ぎなかった。

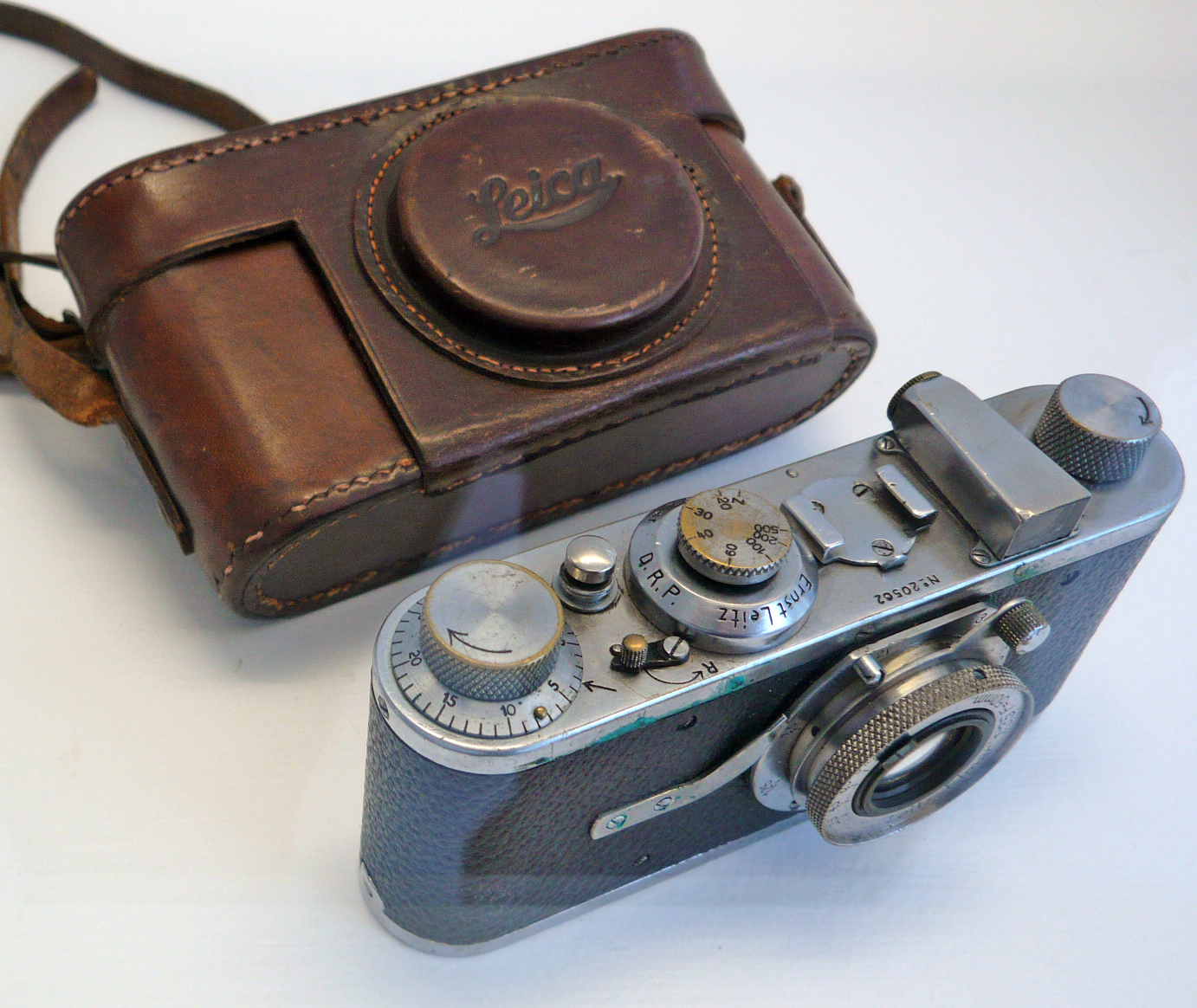
最初のライカ

本格的に写真に取り組み始めたのは1931年からで、そのきっかけはシュルレアリストのマン・レイの写真に刺激されてのことであった。ただし、35mmカメラのライカIIIを使ったスナップ・ショットを基本とする姿勢は、イメージの交錯をフォトコラージュなどで表現したシュルレアリスムの写真とは異なったものだった。1933年にはニューヨークのジュリアン・レヴィ・ギャラリーで初の個展を開催したものの、一部の熱烈な支持を受けるのみに留まった。その後、スペイン（1932年 - 1933年）、メキシコ（1934年）と撮影旅行に行き、1935年から1939年にはポール・ストランドやジャン・ルノワールらの助手として映画の仕事にも携わっている。1936年にはパリの新聞社に就職を試みて失敗し、同じ境遇にあったキャパ、シーモアらとカフェで偶然に出会った。
第二次世界大戦中、カルティエ＝ブレッソンはフランス軍で勤務した。フランス戦で彼はドイツ軍に捕らえられ捕虜となった。都合2回の逃走を試みたが失敗、後に成功し、戦争の終結までレジスタンス運動に加わった。戦死したという噂により1946年にはニューヨーク近代美術館での回顧展が開かれ、実際には無事であった本人が出席した。
1947年には写真家集団「マグナム・フォト」をキャパ、シーモア、ロジャー、ウィリアム・ヴァンダイヴァーらとともに結成した。有名誌の依頼によって彼はヨーロッパおよびアメリカを横断した。1948年から1950年には、インドで暗殺前後のマハトマ・ガンディー、中華民国で中国国民党の最後と中国共産党の中華人民共和国誕生後とを半年間ずつ、インドネシアの独立などを撮影した。1954年にはカメラマンとしては初めてソビエト連邦に入国許可された。また1965年には日本に5か月ほど滞在している。
彼の写真集の多くは1950年代から1960年代にかけて出版された。最も有名なものは1932年から1952年に撮影された写真を集成し1952年に出版された『決定的瞬間』（英題：The Decisive Moment、仏原題：Image à la sauvette（「逃げ去る映像」の意））である。この写真集の表紙には画家アンリ・マティスによるコラージュが用いられた。
1966年にはマグナムを退会した。1967年、ジャワ出身の舞踏家ラトナ・モヒニと30年間の結婚生活の後に離婚。1970年には写真家マルティーヌ・フランクと再婚。1974年以降は画家の仕事に傾倒していった。彼はひとの写真を撮るのは恐ろしいことでもある。なにかしらの形で相手を侵害することになる。だから心遣いを欠いては、粗野なものになりかねない。と語っている。
2004年8月3日、95歳で南フランスのプロヴァンスの別荘で死去した。

## アンリ・カルティエ＝ブレッソン財団
パリ14区に、カルティエ＝ブレッソンの写真保護を目的とした美術館であるアンリ・カルティエ＝ブレッソン財団がある。

## 主な日本語文献
- 『カルティエ＝ブレッソンのパリ』飯島耕一訳、みすず書房、1994年。写真集
- 楠本亜紀『逃げ去るイメージ　アンリ・カルティエ＝ブレッソン』スカイドア、2001年
- 『アンリ・カルティエ＝ブレッソン写真集成』ロベール・デルピール解説、堀内花子訳、岩波書店、2004年
- 『ポートレイト内なる静寂　アンリ・カルティエ＝ブレッソン写真集』、肖像写真94点

ジャン＝リュック・ナンシー解説、堀内花子・安原伸一朗訳、岩波書店、2006年
- 『こころの眼　写真をめぐるエセー』堀内花子訳、岩波書店、2007年。ブレッソンの文集
- 『スクラップブック　アンリ・カルティエ＝ブレッソン写真帖 1932-1946』堀内花子訳、岩波書店、2009年
- 柏倉康夫『アンリ・カルティエ＝ブレッソン伝』青土社、2007年
- クレマン・シェルー『アンリ・カルティエ＝ブレッソン　20世紀最大の写真家』遠藤ゆかり訳、創元社「知の再発見」双書、2009年。小著
- 『アンリ・カルティエ＝ブレッソン』岩澤雅利ほか訳、創元社「ポケットフォト」、2010年。小著
- 佐々木悠介『カルティエ＝ブレッソン　二十世紀写真の言説空間』水声社、2016年